# آریس وانزر
آریس وانزر (به انگلیسی: Arisce Wanzer) مدل، کمدین و بازیگر آمریکایی است.
او یک زن ترنس است.